# Linchamento de Fabiane Maria de Jesus
Fabiane Maria de Jesus foi uma mulher linchada por moradores do bairro de Morrinhos IV, na periferia do município de Guarujá, no litoral do estado brasileiro de São Paulo, em 3 de maio de 2014.
Ela tinha 33 anos, era uma dona de casa casada, mãe de duas crianças e morava no bairro em que foi espancada e assassinada. O linchamento ocorreu porque a vítima foi confundida com uma suposta sequestradora de crianças, cujo retrato falado que havia sido feito dois anos antes passou a circular nas mídias sociais.
O fato causou forte comoção nacional, principalmente por ter sido motivado por notícias falsas, disseminadas pelas redes sociais. Foi a vigésima morte por linchamento no Brasil só no ano de 2014. O caso foi listado pelo portal Brasil Online (BOL, 2015), O Estado de S. Paulo (2014) e a revista Veja (2014) ao lado de outros crimes que "chocaram" o Brasil.

## Assassinato

### Contexto
O Brasil está entre os países onde mais acontecem linchamentos no mundo. Segundo o Núcleo de Estudos da Violência da Universidade de São Paulo (USP), ocorreram 1.179 linchamentos no Brasil entre 1980 e 2006. Segundo o livro Linchamentos: A justiça popular no Brasil (Ed. Contexto, 2015), do sociólogo José de Souza Martins, ocorrem quatro linchamentos e tentativas de linchamento por dia no país e cerca de um milhão de brasileiros participaram de linchamentos nos últimos 60 anos. O perfil da vítima de linchamento é similar ao das vítimas de homicídio: 95% são homens e a maior parte tem entre 15 e 30 anos. Em geral, tanto linchadores quanto linchados são pobres, habitantes de regiões carentes e periféricas, tanto em cidades grandes quanto pequenas, onde o Estado é pouco presente. Segundo Martins, o principal motivo que leva as pessoas a participarem de linchamentos é justamente a falta de confiança nos poderes do Estado.
A partir do advento das redes sociais, estas vêm sendo usadas para difundir boatos que levam aos linchamentos o que, segundo Martins, mostra um descompasso entre o avanço tecnológico e a mentalidade retrógrada de quem usa as redes sociais. Para Ariadne Natal, doutoranda em sociologia da USP, sempre que um caso é repercutido nacionalmente, ocorre um efeito de "espelhamento", as pessoas se sentem compelidas a fazer o mesmo se deparadas com uma situação semelhante". Segundo ela, a mídia, na maioria das vezes, aceita os linchamentos como algo natural. Em um comentário sobre o caso, o jornalista da Rede Bandeirantes Ricardo Boechat criticou sua colega do SBT Rachel Sheherazade, âncora do telejornal SBT Brasil que, segundo ele, teria tanta responsabilidade quanto o autor do boato espalhado pela internet, por estimular a cultura da 'justiça com as próprias mãos'. Isso porque, meses antes, Sheherazade havia defendido um ato coletivo de justiça em um caso de tortura contra um adolescente, que havia sido preso a um poste pelo pescoço, acusado de cometer furtos no Rio de Janeiro. Na época ela foi bastante criticada depois de comentar no telejornal que "no país que ostenta incríveis 26 assassinatos a cada 100 mil habitantes, que arquiva mais de 80% de inquéritos de homicídio e sofre de violência endêmica, a atitude dos vingadores é até compreensível".

### Antecedentes
Um boato de que uma mulher estaria sequestrando crianças para realizar rituais de magia negra na cidade se espalhou pela internet (principalmente em redes sociais). Posteriormente, foi divulgado online um retrato falado que passou a ser associado com o hipotético sequestro de crianças. No entanto, a representação gráfica da mulher era, na verdade, um retrato que havia sido feito por agentes da Polícia Civil do Rio de Janeiro por conta de um crime que havia acontecido dois anos antes do assassinato de Fabiane a muitos quilômetros de distância do local do linchamento. A polícia local também afirmou que não tinha qualquer registro de acontecimentos desse tipo no município de Guarujá.

### Linchamento
No dia 3 de maio de 2014, os moradores do bairro confundiram Fabiane com a suposta criminosa dos rumores depois que a dona de casa ofereceu uma fruta, que havia comprado pouco antes, para uma criança que estava na rua. A mãe do menino presenciou a cena e acreditou que Fabiane fosse a suposta sequestradora, o que desencadeou um processo de fúria coletiva que culminou no linchamento da mulher por cerca de 100 pessoas; outras mil presenciaram as violentas agressões. Além disso, Fabiane estava carregando um livro preto, na verdade uma Bíblia, que foi logo associado ao satanismo pelos agressores.

### Envolvidos, prisões e condenação
Cinco dos envolvidos no linchamento foram presos. Lucas Rogério Fabrício Lopes, um dos homens acusados, foi condenado a 30 anos de prisão por homicídio qualificado e também deverá pagar uma indenização de 550 mil reais à família de Jesus.
Na sentença, o juiz Edmundo Lellis Filho diz que as circunstâncias do crime revelam uma "barbárie atípica". O documento também afirma que o Lopes, ao liderar o linchamento de Jesus, demonstrou uma "afinidade com a monstruosidade". "No seu falar e agir, o acusado não revelou qualquer empatia com os ofendidos por seu ato, nem deixou ver o mais leve verniz de remorso", afirmou o juiz.
Duas mulheres, Daiana e Camila, que acusaram injustamente Fabiane, foram indiciadas por incitação ao crime.